# Ángel Sanz Briz

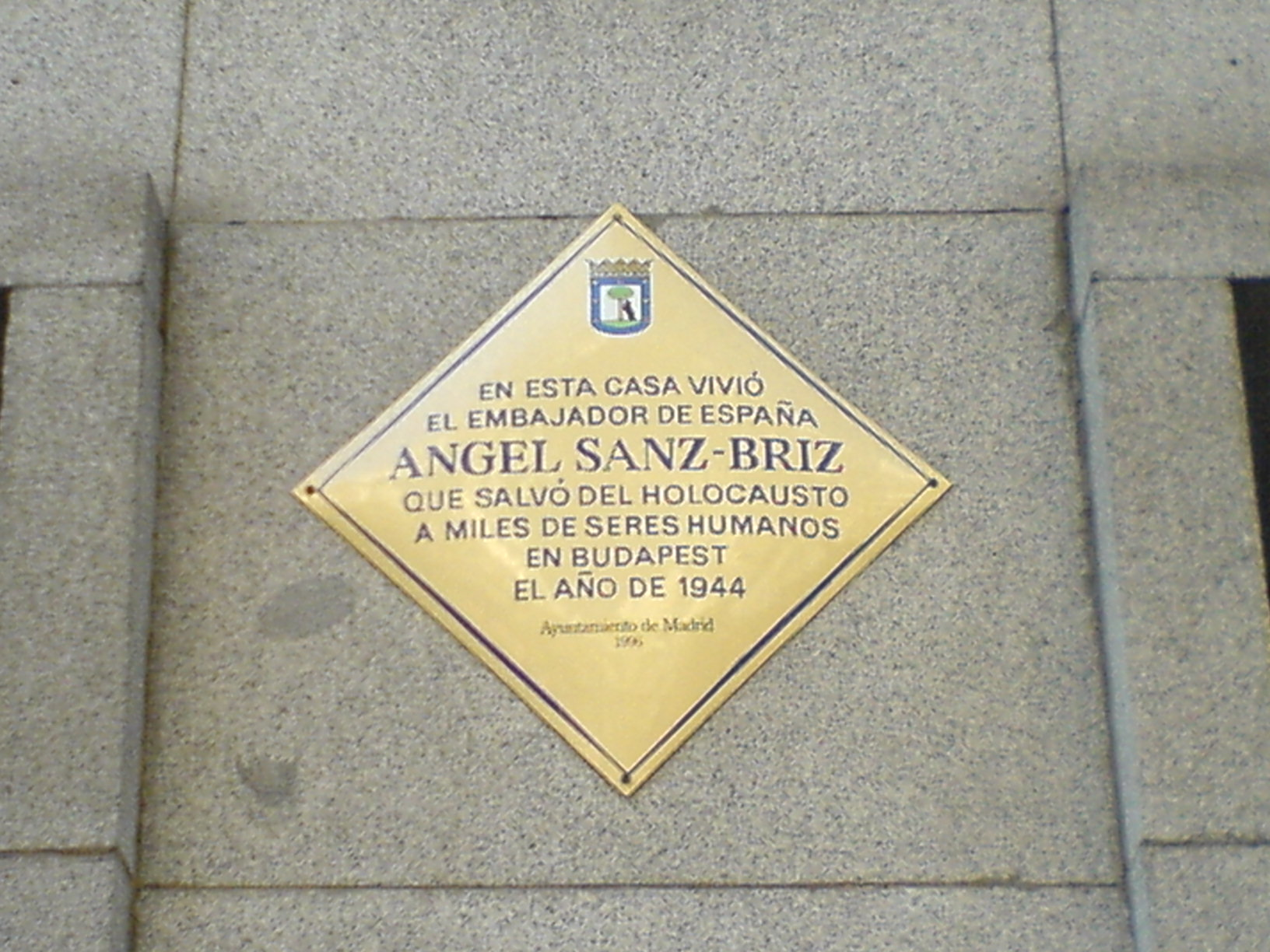
Placa em memória do diplomata espanhol Ángel Sanz Briz, que salvou centenas de judeus do Holocausto na Hungria em 1944. A placa está na fachada da casa que habitou na rua Velázquez em Madrid.

Ángel Sanz Briz (Saragoça, 28 de setembro de 1910 — Roma, 11 de junho de 1980) foi um diplomata espanhol. Em 1944 contribuiu, agindo por conta própria segundo afirmam alguns historiadores, para salvar a vida de cerca de cinco mil judeus húngaros durante o Holocausto, proporcionando passaportes espanhóis, a princípio a judeus que alegavam origem sefardita, e posteriormente a qualquer judeu perseguido pelos nazis. Por estes feitos, foi reconhecido como Justo entre as nações e ficou conhecido como "Anjo de Budapeste".

## Ação em Budapeste
Enquanto embaixador da Espanha na Hungria, Sanz Briz terá agido "oficialmente" e de forma independente do governo de Franco (mas sem sofrer qualquer represália pela sua ação), proporcionando passaportes espanhóis, em virtude de um antigo Real Decreto de 1924 do diretório militar de Primo de Rivera, e posteriormente a qualquer judeu perseguido.
Posteriores descobertas na correspondência diplomática revelaram que Sanz Briz informou em 1944 o Governo de Francisco Franco acerca da existência do Holocausto, e que contou - talvez por cálculo político ante a iminente derrota nazi - com a aquiescência do Governo espanhol.

## Carreira posterior
Sanz Briz continuou a sua carreira diplomática e depois do posto em Budapeste foi destinado a San Francisco e Washington (Estados Unidos), Lima, Berna, Bayonne, Guatemala, A Haia, Bruxelas e Pequim.
Em 9 de março de 1973 Ángel Sanz Briz, a sua secretária Aurora Aranaz, e o catedrático de Filosofia Iñaki Preciado Idoeta, que foi o tradutor, abriram a embaixada da Espanha em Pequim. Sanz Briz, aos  63 anos, era dos mais veteranos diplomatas espanhóis e foi o primeiro embaixador espanhol na China.

## Reconhecimento

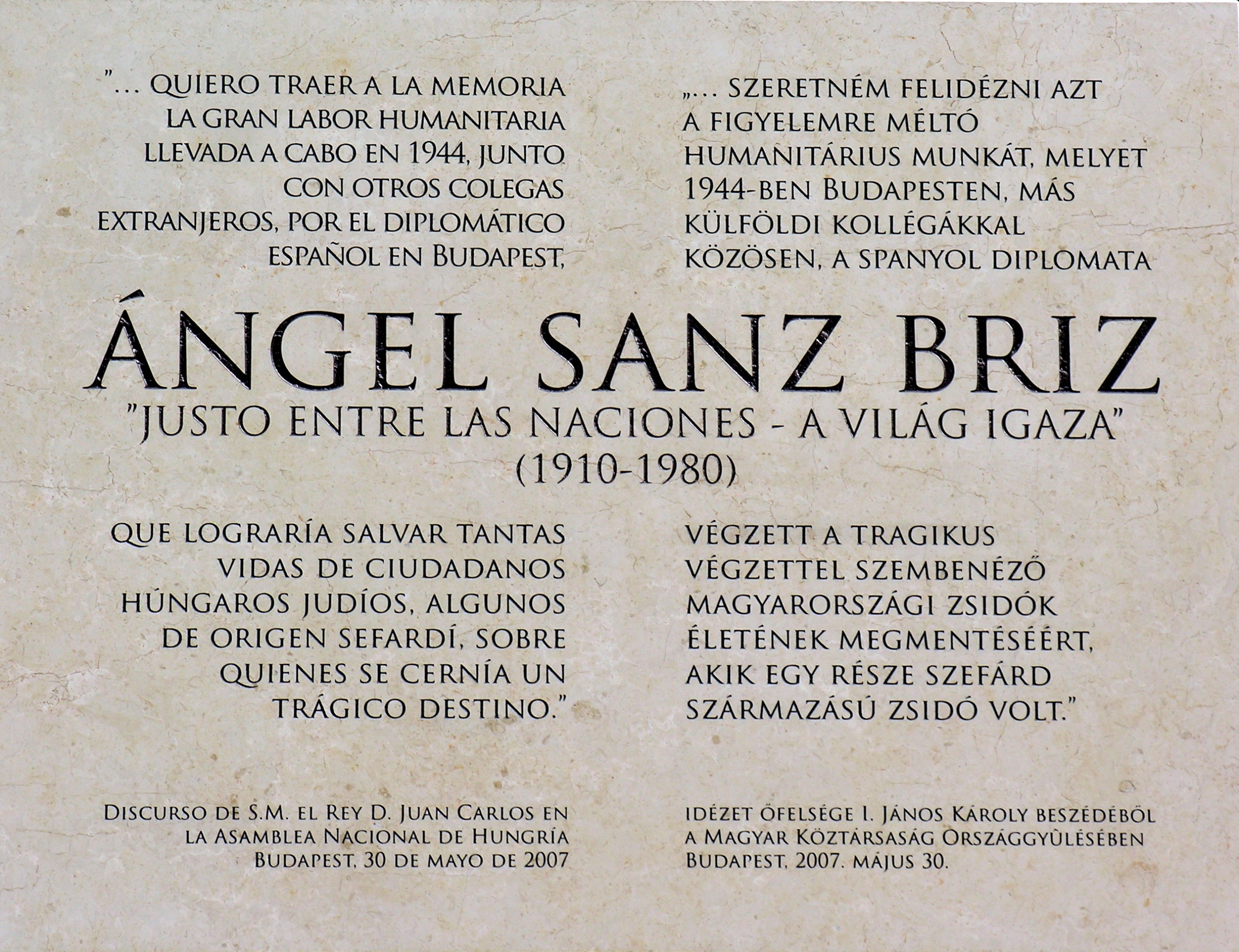
Placa em memória de Ángel Sanz-Briz na parede da Embaixada da Espanha em Budapeste.

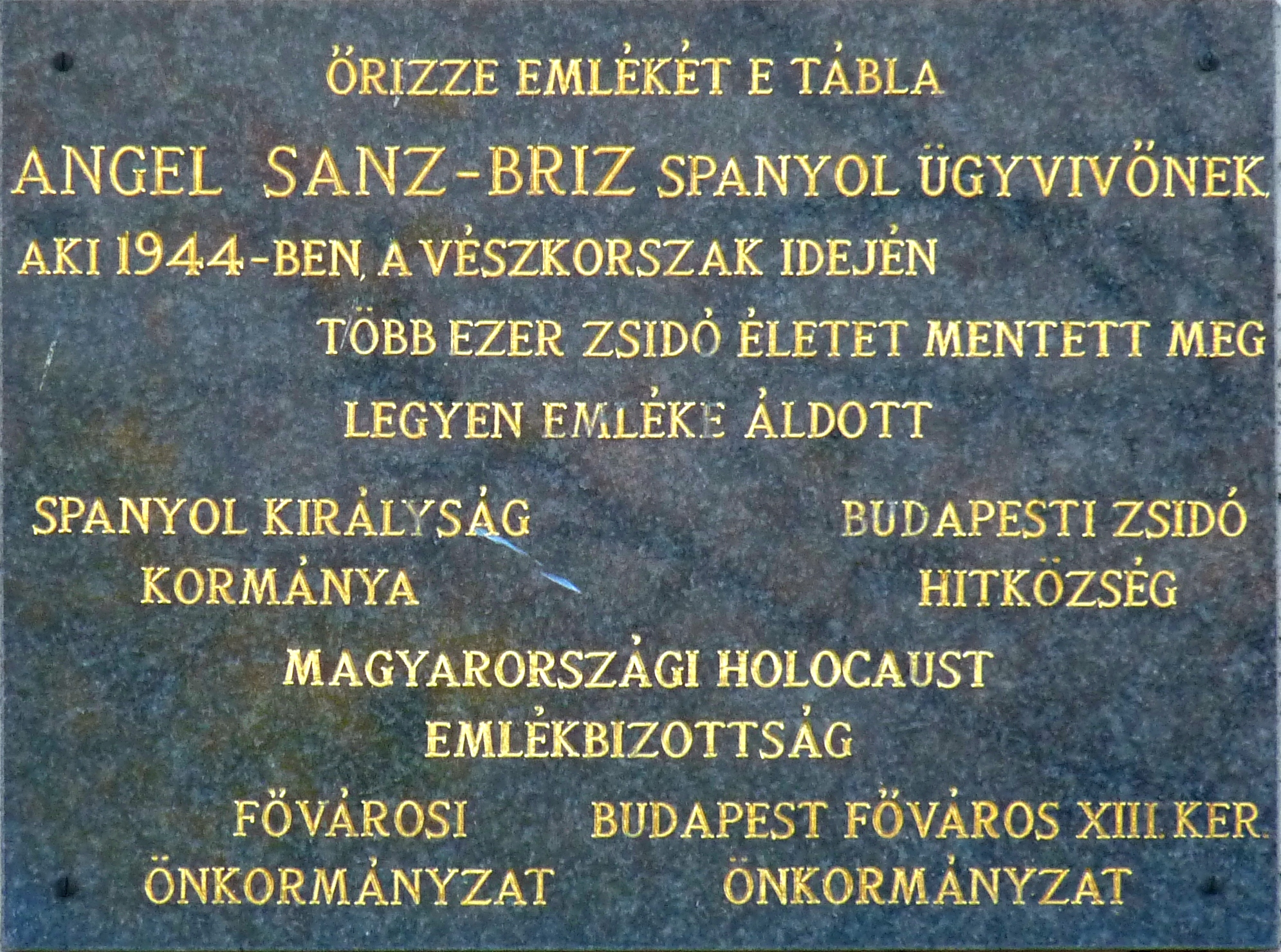
Placa em memória de Ángel Sanz-Briz em Budapeste, 13 distr. parque Estêvão I da Hungria.

Em 1991, o Museu do Holocausto Yad Vashem de Israel distinguiu a sua ação e reconheceu perante os seus herdeiros o título de Justo entre as nações, inscrevendo o seu nome no memorial do Holocausto. Em 1994 o governo húngaro concedeu-lhe a título póstumo a Cruz da Ordem de Mérito da República Húngara e na Grande Sinagoga de Budapeste (a segunda maior do mundo depois da de Nova Iorque) atualmente há uma placa que exibe o seu nome. Foi o primeiro diplomata espanhol a surgir num selo postal em Espanha. É conhecido popularmente como o "Schindler" espanhol e, embora o seu caso não seja tão famoso, Sanz Briz salvou muitos mais judeus do que Schindler.